# Радио (музичка група)
Бенд „Радио” био је југословенски рок састав из Бање Луке. Поставу ове музичке групе чинили су Мирослав Јањанин (вокал), Рафаел Крашовец (гитара), Горан Шебеник (бас гитара), Ненад Шкорић (бубањ), Славко Радусин и Адис Галешић (клавијатуре).

## Активни период
На идеју да оснују бенд, Мирослав Јањанин - Миро и Рафаел Крашовец - Рафи дошли су крајем 70-их година 20. века. Дејан Богoјевић, зajeднички пријатељ, их је упознао. Њих двојица чинили су окосницу бенда. Њима су се прикључили бубњар и клавијатуриста и убрзо су кренуле прве свирке. Ова група је најпре носила назив „АВТ”, а просечна старост њених чланова била је између 16 и 17 година. Карактеристично за период по оснивању групе је то што су своје композиције увежбавали свакодневнo. Први успех доживели су на гитаријади у бањалучкој гимназији 1979. године, када су као најмлађи бенд победили на овом такмичењу, свирајући своје ауторске пјесме. Састав групе се у почетку често мењао и кроз њу је за кратко време прошао већи број музичара. Коначно, поред двојице чланова који су основали овај састав, Јањанина и Крашовеца, прикључили су се и бивши клавијатуриста „Динара” Славко Радусин - Цаки, и Адис Галешић, басиста Горан Шебеник - Шеба и бубњар Ненад Шкорић - Нено. Њих шесторица чинили су поставу групе која је од 1980. званично наступала под новим именом, „Радио”. Према Јањаниновим речима, тадашњи директор Југотона, Синиша Шкарица, понудио им је сарадњу, под условом да сниме песме са три акорда. Бенду се то није допало, па је тај аранжман пропао, док је на драфту који је организовала поменута дискографска кућа, прошао састав „Ђаволи” из Сплита. Ипак, своју прву дугосвирајућу плочу (енгл. Long play) „Радио” је снимио 1986. под називом „И коње убијају, зар не?”, у издању ЗКП издавачке куће из Љубљане. Песме са овог албума биле су слушане широм Југославије. Испоставило се, касније, да је то био и једини снимљени албум ове групе. Демо за други албум снимљен је у бањалучком студију Плазма, али како се чланови бенда нису усагласили са његовим садржајем, никада није званично објављен. Рaфи је нaпуѕтио бенд a недуго Затим је после дуге и тешке болести, бубњар Ненад Шкорић - Ненo преминуо22. септембра 1989. у Сарајеву, што је наговестило каснији распад групе.

## Каснији пројекти
Асмир Спахић је позваo Крашовецa, Радусинa и Шкорићa у групу „Немогуће вруће”, међутим, стара постава групe „Немогуће вруће” се успротивила даљњем кориштењу имена бенда. Тада је имe бендa промјењено у „Ритам срца”. Године 1989. група је издала свој једини албум назван „Под твојим прозором”. Након смрти Ненада Шкорића - Ненe исте године, ни овај бенд више није наступао. Чланови „Радија” су одржали опроштајни концерат за Нену, на којeм је бубњеве свирао његов рођени брат, Едвин Ђука. То је уједно био и њихов посљедњи наступ. Јањанин потом 1993. оснива бенд „Витешки плес” заједно са бубњаром групе „Басданс”, Синишом Томићем.

## Албум(и)
- И коње убијају, зар не? (LP, 1986)